# Porubka
Die Porubka, auch Porůbka ist ein linker Nebenfluss der Oder in Tschechien.

## Verlauf
Die Porubka entspringt östlich von Pustá Polom bei der Einschicht Nový Dvůr im Niederen Gesenke. Sie fließt zunächst nördlich von Kyjovice durch das Močiskatal nach Nordosten bis Zatiší. Von dort schlägt sie eine südöstliche Richtung ein. Entlang des Flüsschens folgen die Ortschaften Horní Lhota, Dolní Lhota, Čavisov, Hlubočice, Nová Plzeň und Vřesina. Dort erreicht die Porubka das Stadtgebiet von Ostrava, wo sie Stará Poruba und Svinov durchfließt. Südlich des Bahnhofs Ostrava-Svinov überbrückt die Bahnstrecke Břeclav–Petrovice u Karviné die Porubka. Nach 18,6 Kilometern mündet die Porubka in der Ortslage Dub gegenüber von Ostrava-Nová Ves in die Oder.
Zwischen 1923 und 1927 wurde im Porubkatal zwischen Poruba und Zatiší die Bahnstrecke Ostrava-Svinov–Kyjovice-Budišovice angelegt. In den Jahren 1947 und 1948 erfolgte der Anschluss der Strecke an das Straßenbahnnetz von Ostrava. Nach der Stilllegung des Abschnitts Svinov-Poruba im Jahre 1970 führt die Überlandstraßenbahnlinie 5 Vřesinská–Zatiší durch das Tal.

## Zuflüsse
- Studnice (l), Zatiší
- Opusta (l), Hlubočice
- Vřesinka (r), Stará Poruba